# Можняківська сільська рада
| Можняківська сільська рада — колишній орган місцевого самоврядування у Новопсковському районі Луганської області з адміністративним центром у с. Можняківка. Історична дата утворення: в 1987 році. Водоймища на території, підпорядкованій даній раді: річки Айдар ,Біла. Сільській раді підпорядковані населені пункти: - с. Можняківка - с-ще Зелений Гай |

## Склад ради
Рада складається з 16 депутатів та голови.

### Керівний склад ради
| ПІБ                          | Основні відомості                                                         | Дата обрання | Дата звільнення |
| ---------------------------- | ------------------------------------------------------------------------- | ------------ | --------------- |
| Бакало Геннадій Анатолійович | Сільський голова, 1962 року народження, освіта, член Партії регіонів      | 26.03.2006   | 31.10.2010      |
| Бакало Геннадій Анатолійович | Сільський голова, 1962 року народження, освіта вища, член Партії регіонів | 31.10.2010   |                 |

Примітка: таблиця складена за даними джерела